# Patrimoine ferroviaire
 (décembre 2009).
Si vous disposez d'ouvrages ou d'articles de référence ou si vous connaissez des sites web de qualité traitant du thème abordé ici, merci de compléter l'article en donnant les références utiles à sa vérifiabilité et en les liant à la section « Notes et références ».

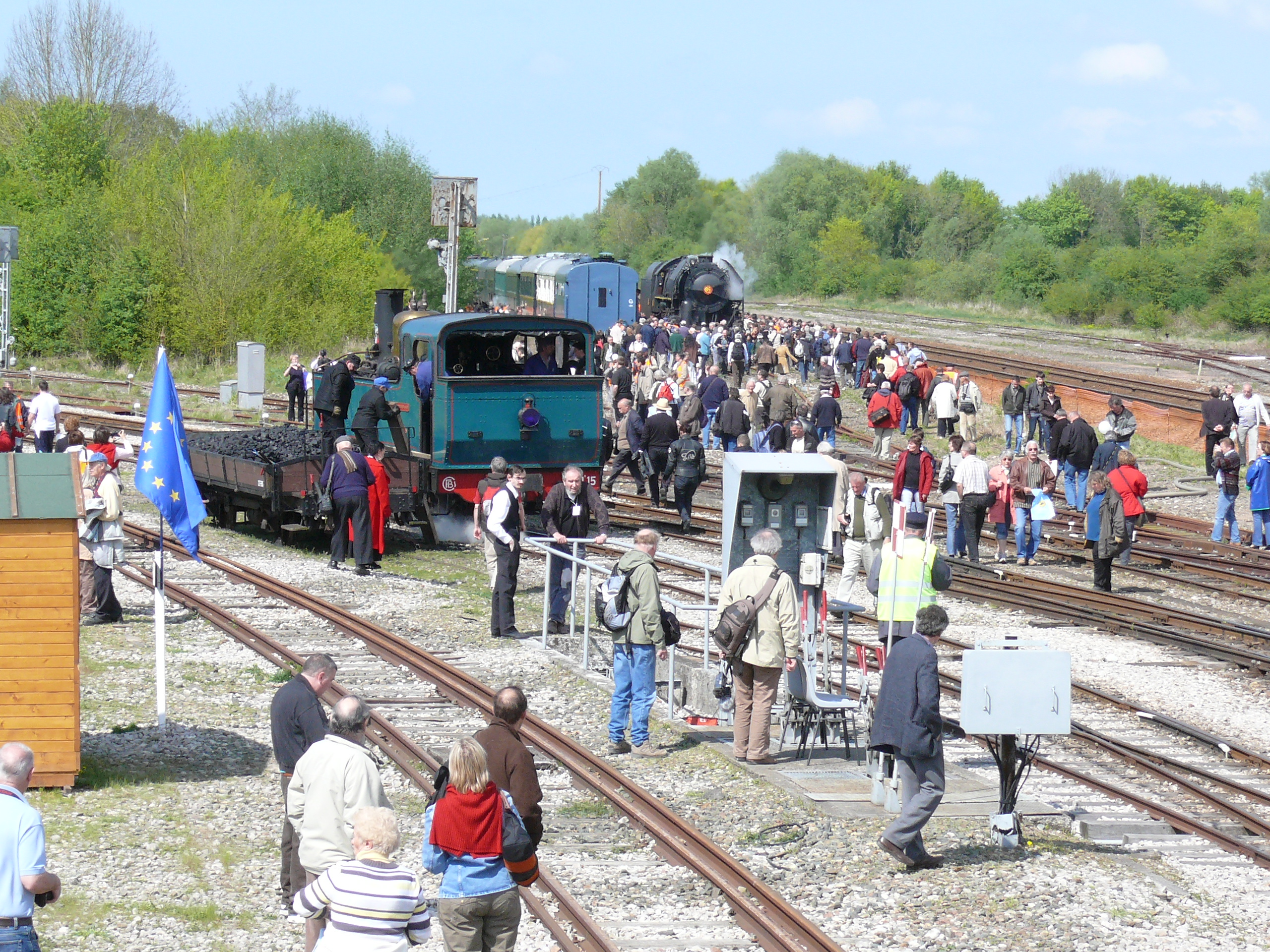
Présentation de locomotives lors de la Fête de la vapeur sur le chemin de fer de la baie de Somme.

Le patrimoine ferroviaire désigne l'ensemble du patrimoine culturel des chemins de fer (matériel, outils, savoirs et culture) dont la sauvegarde et la mise en valeur rendent hommage et facilitent la compréhension de l'évolution du monde des trains. Cela passe par la création de musées assurant la conservation et la restauration de matériel ferroviaire, l'organisation de trains touristiques, la création d'un chemin de fer touristique ou des recherches. Plus modestement, il peut aussi s'agir de la collecte d'archives écrites ou orales. Ces actions peuvent être le fait d'organisations institutionnelles, d'entreprises ou d'associations souvent constituées d'amateurs des chemins de fer. Le patrimoine ferroviaire est une spécialisation du patrimoine industriel, dont la révélation découle souvent de pratiques d'archéologie ferroviaire.

## Conservation
La mise en conservation peut aussi bien être le fait de passionnés que d'institutions (État, compagnie de chemins de fer, fondation, etc.). Cette sauvegarde peut être confirmée par un soutien et une reconnaissance de l'État par un classement aux monuments historiques nationaux ou au patrimoine mondial de l'UNESCO.
En France, la Fédération des amis des chemins de fer secondaires (FACS - Patrimoine Ferroviaire) fondée en 1957 est à l'origine du mouvement de préservation ferroviaire. Ses membres ont été à l'origine de la création des premiers chemins de fer touristiques.

### Conservation de matériels et d'outillage

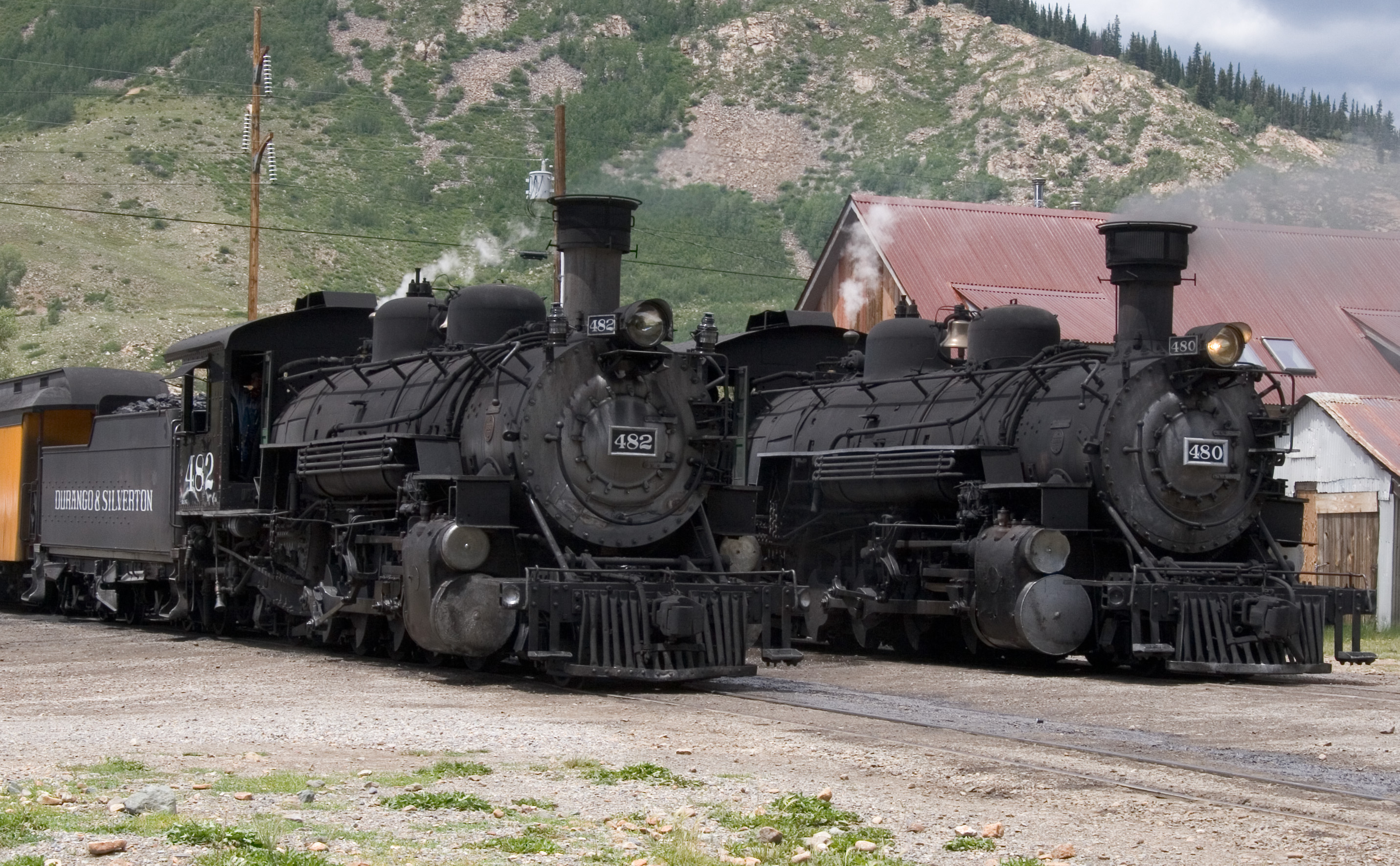
Chemin de fer de Durango à Silverton, National Historic Landmark aux États-Unis.

La conservation de matériel reste l'aspect majeur, en tout cas le plus médiatisé, de la sauvegarde du patrimoine ferroviaire. Il s'agit de la préservation, la restauration et l'entretien du matériel roulant : locomotives, voitures, wagons, draisines, prototypes, etc. Cette mise en conservation pourra, par la suite, faire l'objet d'une restauration afin de rendre fonctionnel le matériel ou l'outillage sauvegardé et de le présenter au public, dans le cadre d'un train touristique par exemple.

### Conservation d'infrastructures
Les infrastructures ferroviaires représentent tout ce qui permet au train de rouler : la voie ferrée, les ouvrages d'art, la signalisation et les bâtiments. Plusieurs cas de sauvegarde sont possibles dans ce cas : la sauvegarde d'une infrastructure encore utilisée par un exploitant ferroviaire, la sauvegarde d'une infrastructure non utilisée par un exploitant ferroviaire et la conservation dans le cas d'un chemin de fer touristique.

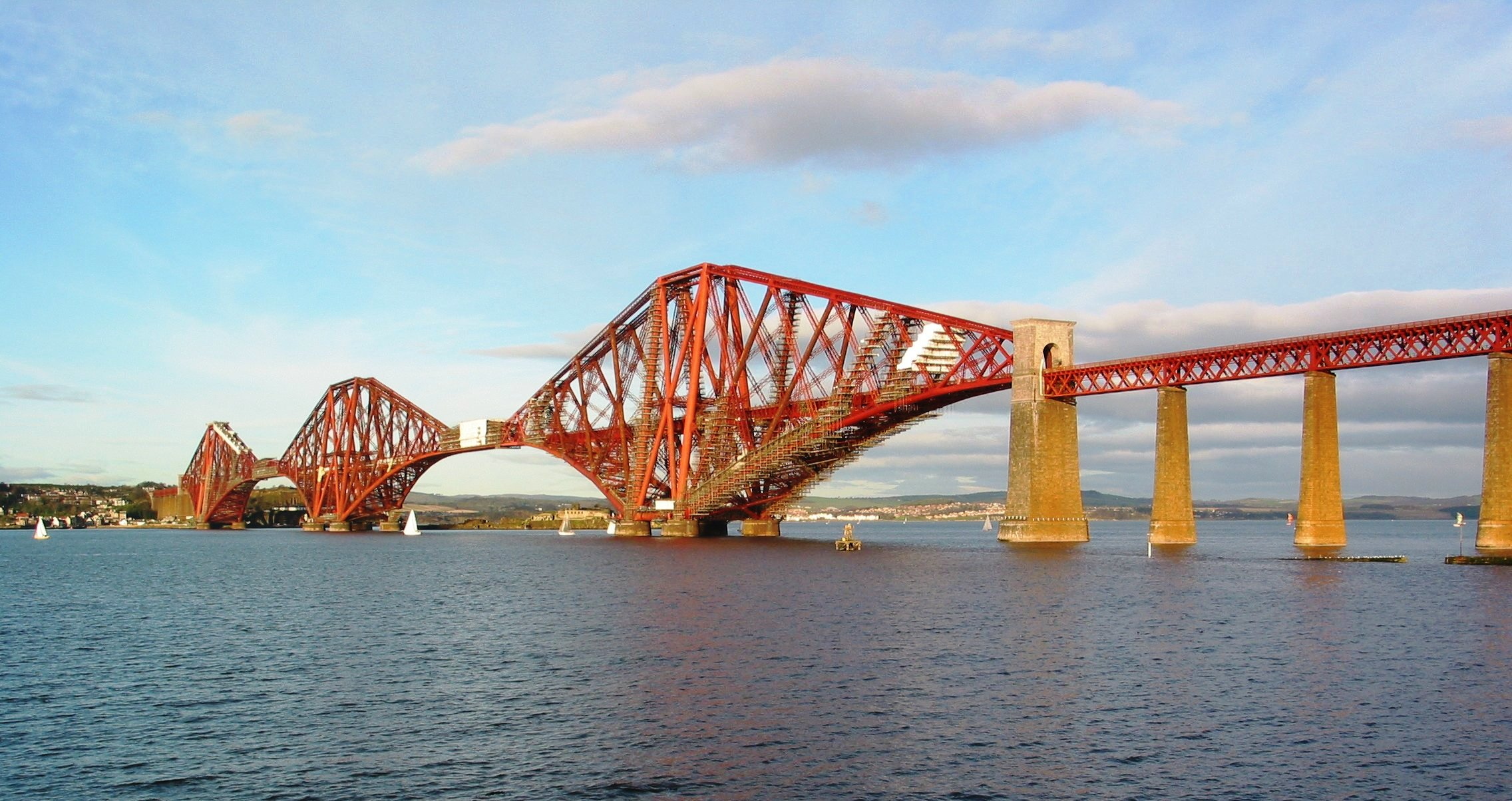
Le pont du Forth en Écosse, proposé au patrimoine mondial de l'UNESCO.

Certaines infrastructures sont encore utilisées par des exploitants ferroviaires, mais, de par leur histoire et leur importance, sont parfois des éléments importants du patrimoine ferroviaire. On peut citer des gares monumentales comme la gare de Paris-Nord, ou des stations moins importantes en superficie, comme la gare de Bruxelles-Luxembourg. Outre les gares, certains ouvrages d'art ont aussi fait l'objet d'une procédure de classement et de reconnaissance, comme le viaduc de Garabit en France, ou le pont du Forth en Écosse. Certaines installations ferroviaires, comme des dépôts, peuvent entrer dans le cadre du patrimoine ferroviaire, c'est le cas en France, de la rotonde de Longueville ou de l'atelier de Saint-Symphorien, tous deux classés monuments historiques.

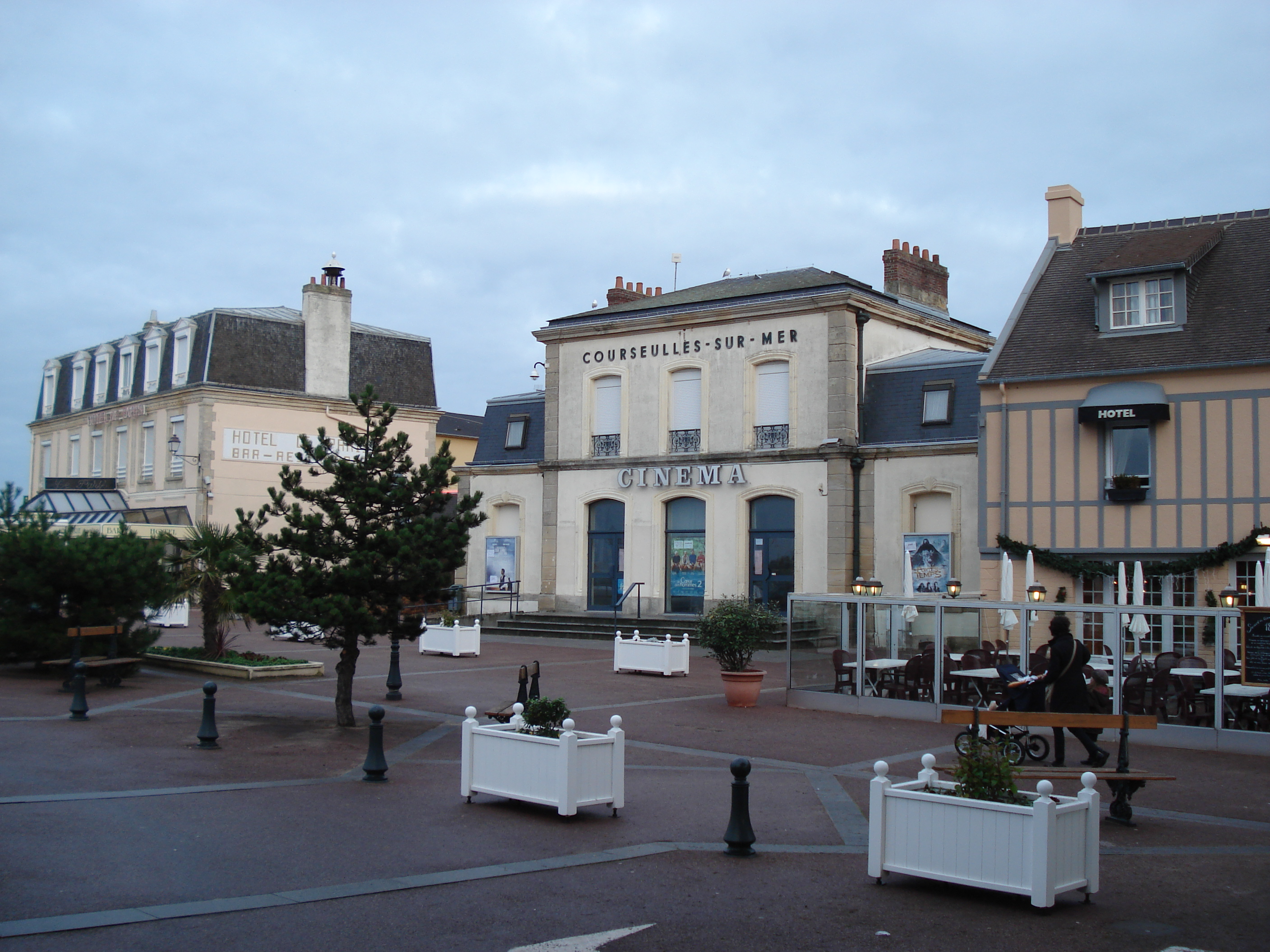
La gare de Courseulles-sur-Mer, anciennement exploitée par la Compagnie de chemin de fer de Caen à la mer et les Chemins de fer du Calvados, est devenue un cinéma.

Les bâtiments et infrastructures non utilisées par un exploitant ferroviaire peuvent également faire partie du patrimoine industriel. On distingue alors les anciennes installations ferroviaires des installations industrielles ou agricoles possédant un réseau de chemin de fer interne. Dans le premier cas, il s'agit de vestiges d'anciens réseaux ferrés (chemin de fer d'intérêt local en Europe, par exemple) ayant disparu. Les restes sont alors les infrastructures : voies déférées, bâtiments reconvertis, etc. Les bâtiments et les ouvrages d'art, de par leur implantation dans le paysage, font souvent l'objet d'une attention particulière. Les plateformes des voies, quant à elles, sont parfois reconverties en voies vertes.
Dans le cas d'un chemin de fer touristique, la sauvegarde des infrastructures, couplée à la préservation du matériel, est beaucoup plus lourde que celle du matériel, car il s'agit de conserver et mettre en valeur l'ensemble du chemin de fer afin d'accueillir le public et les trains en toute sécurité. Le cas de ces chemins de fer reste assez rare, et leur histoire est souvent mouvementée. Cependant, ces sauvegardes complètes permettent de mettre en avant un ensemble ferroviaire le plus souvent cohérent, et un savoir-faire complet, comme sur le Chemin de fer de Durango à Silverton, le Darjeeling Himalayan Railway ou le Chemin de fer du Vivarais.

### Conservation de savoirs
De manière informelle et non explicitée, la préservation du matériel roulant ou d'une infrastructure amène également à la préservation d'un outillage spécifique et de savoir-faire complémentaires, aussi bien techniques qu'organisationnels. Ainsi, la sauvegarde d'une locomotive à vapeur amènera à sauvegarder le savoir lié à l'entretien et à la conduite. Pour une locomotive à vapeur, par exemple, des savoir-faire très spécifiques, liés à la chaudronnerie ou à la mécanique sont mis en œuvre lorsqu'il s'agit, par exemple, d'aligner un embiellage. D'autres opérations plus quotidiennes, tels que les graissages ou la conduite sont également spécifiques, utilisant largement le ressenti et l'expérience.
L'utilisation d'installations de sécurité anciennes nécessite également des compétences moins rares mais aussi particulières : la manœuvre de postes d'aiguillages « à barres » est réputée nécessiter une importante force physique en plus d'une bonne connaissance de l'outil.
La sauvegarde d'une voie ferrée peut aussi amener à mettre en œuvre des techniques de gestion du trafic ou de remise en état de la voie telles que le recalage manuel.
De manière plus formelle, certaines structures s'occupent de transcrire et de pérenniser les savoirs et la culture ferroviaire. En France, le centre des archives de la SNCF ou bien l'Association pour l’histoire des chemins de fer en France (AHICF) jouent ce rôle en collectant et en analysant les archives brutes. De très nombreuses collections privées existent.
Certains écrivains tels qu'Henri Vincenot ou Roger Ferlet, par leurs récits, ont aussi contribué à conserver les ambiances propres aux débuts du chemin de fer.

## Présentation des éléments sauvegardés

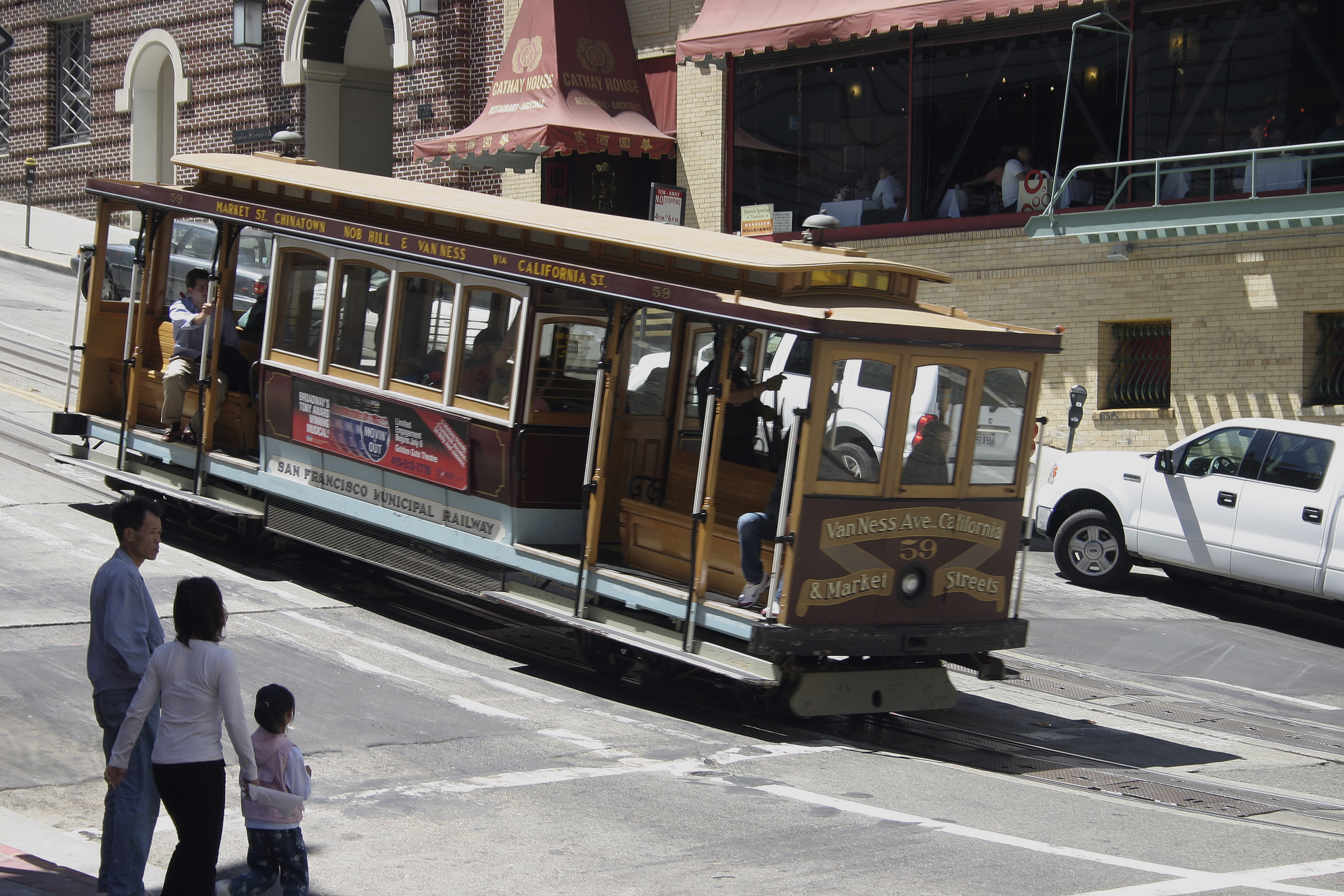
Cable Car à San Francisco

Le patrimoine ferroviaire étant d'une diversité représentative de la révolution qu'il a produite à son arrivée, les manières de le présenter sont aussi diverses que les éléments qui le constituent.
De nombreuses villes se sont construites autour d'un dépôt installé selon les seules nécessités techniques (Crewe, au Royaume-Uni) et en conserveront toujours l'empreinte. La réutilisation des nombreux bâtiments ferroviaires présente involontairement ce patrimoine.
Une importante quantité d'ouvrages, historiques ou non, présentent le patrimoine ferroviaire. Si les plus connus font appel à l'imaginaire collectif traitant du voyage d'antan, de l'Orient-Express ou des grandes gares parisiennes, d'autres sont plus proches de l'histoire locale. Enfin, à destination d'un public de connaisseurs, il existe plusieurs collections extrêmement spécialisées : la carrière de telle série de locomotives, l'histoire de telle gare, etc.
Le patrimoine ferroviaire sert parfois de support au cinéma ou au théâtre. À ce titre, il n'est pas rare qu'un film, par exemple, soit l'occasion de remettre en état des éléments de patrimoine.
Pour la présentation du patrimoine matériel, l'élément différenciant est bien souvent l'organisation ou non d'un service de chemin de fer touristique.

### Sauvegarde touristique
Une des manières les plus courantes de préserver le patrimoine ferroviaire consiste à utiliser les matériels en établissant un train touristique, de manière occasionnelle ou régulière. Un chemin de fer touristique présentera les trains dans leur environnement d'origine, consacré exclusivement à leur marche. La présentation au grand public de matériel historique est un facteur de succès de ces trains.

### Muséographie

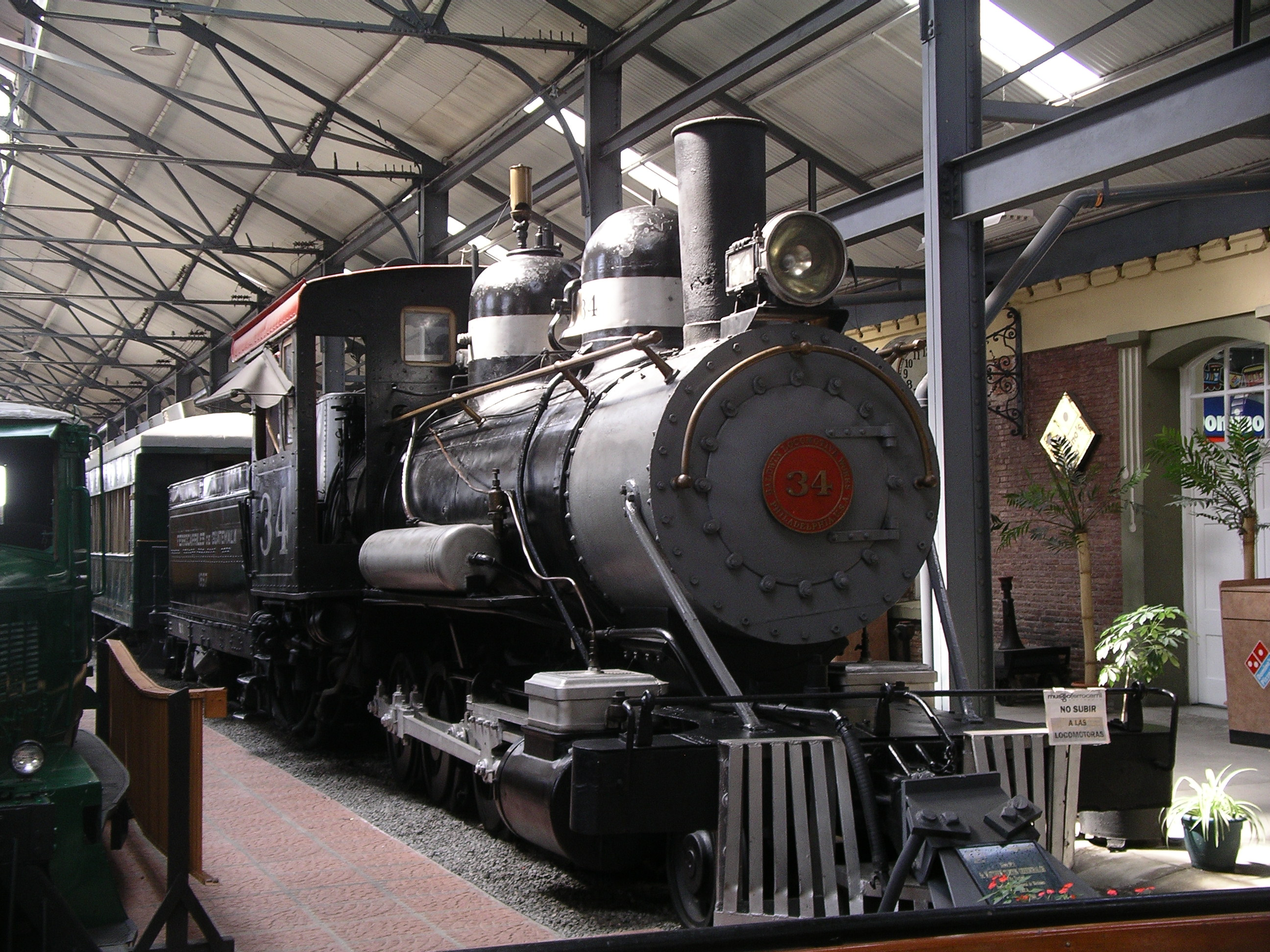
Musée des chemins de fer de Guatemala, présentant une collection statique.

La plupart des pays possèdent un ou plusieurs musées du chemin de fer. Ceux-ci présentent leurs collections selon deux principes différents, parfois complémentaires : exposition de matériels statiques ou bien sous forme « musée vivant ». 
Le musée statique présente des matériels d'une manière conventionnelle : les matériels sont exposés, ou mis en scène de manière statique, ceux-ci étant la plupart du temps accompagnés d'éléments explicatifs comme dans la majorité des musées. La plupart du matériel roulant n'est pas en état de marche.
Le musée vivant se rapproche d'un chemin de fer touristique par le fait que la plupart des installations nécessaires à son fonctionnement sont accessibles au public et souvent en état de marche. Certains musées, notamment ceux consacrés aux trains urbains et tramways, proposent même des parcours touristiques sur les lignes alentour, comme la ligne F du San Francisco Municipal Railway.

### Autres sauvegardes

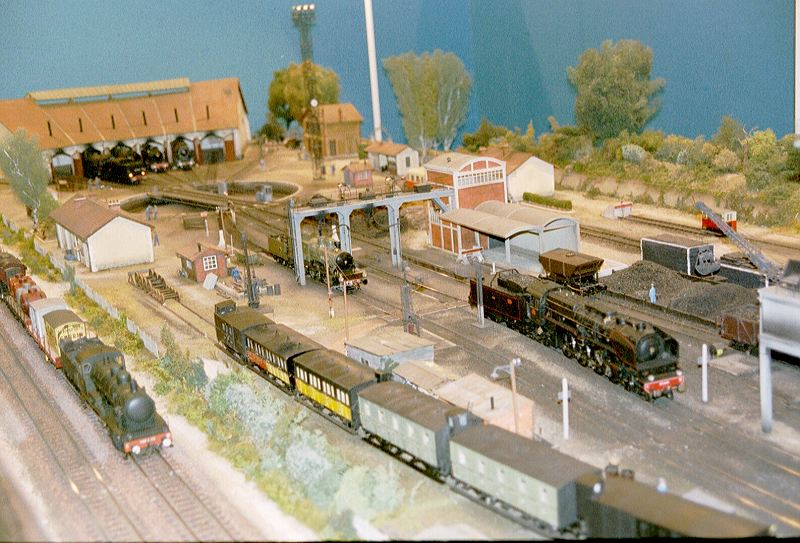
Représentation d'un dépôt vapeur français par le Rambolitrain (échelle 1/43,5).

Dans le cas d'un matériel ou d'une infrastructure ayant disparu, la sauvegarde peut aussi passer par le rassemblement de traces dans une réalisation concrète. Cela peut passer, comme de nombreux autres aspects de la conservation du patrimoine culturel, par des relevés photographiques ou topographiques, la consultation de fichiers d'archives (plans, contrats, relevés, photographies, gravures, journaux) ou le collectage de témoignages. Ces actions de sauvegarde peuvent amener à une politique de médiation culturelle et/ou à la réalisation de présentations. 
Dans le cadre du patrimoine ferroviaire, le modélisme ferroviaire a une place importante, car il permet de témoigner, par la réalisation d'un réseau ferré miniature, de l'activité et de l'organisation d'une gare, d'une portion de ligne ou de types de manœuvres.